# Marcus Haber
Marcus Warren Haber (ur. 11 stycznia 1989 w Vancouver) – piłkarz kanadyjski grający na pozycji napastnika, zawodnik Cavalry FC.

## Kariera klubowa
Swoją karierę piłkarską Haber rozpoczął w Dunbar SA i Vancouver Selects. Następnie w latach 2006-2008 trenował w holenderskim FC Groningen. W 2009 roku wrócił do Kanady i został zawodnikiem Vancouver Whitecaps, grał w nim w latach 2009-2010. W 2010 roku został piłkarzem West Bromwich Albion, jednak nie zadebiutował w nim w lidze. W sezonie 2009/2010 był wypożyczony do Exeter City, a w drugiej połowie 2010 - do Vancouver Whitecaps.
W sierpniu 2010 Habera wypożyczono do St. Johnstone. Swój debiut w nim zaliczył 14 sierpnia 2010 na stadionie Tynecastle Stadium (Edynburg) w zremisowanym 1:1 wyjazdowym meczu z Heart of Midlothian. W 2011 roku podpisał kontrakt z St. Johnstone.
Latem 2012 Haber przeszedł do Stevenage, grającego w Football League One. 13 września 2013 wraz z Jackem Grealishem został wypożyczony do Notts County F.C. Następnie był zawodnikiem klubów: Crewe Alexandra F.C., Dundee F.C., Falkirk F.C. i Pacific FC.
W lipcu 2020 Haber podpisał kontrakt z kanadyjskim klubem Cavalry FC z Canadian Premier League. W klubie zadebiutował 13 sierpnia 2020 na stadionie UPEI Artificial Turf Field (Charlottetown) w zremisowanym 2:2 meczu ligowym przeciwko Forge FC.
| Sezon   | Klub                 | Kraj              | Rozgrywki          | Mecze | Bramki |
| ------- | -------------------- | ----------------- | ------------------ | ----- | ------ |
| 2009    | Vancouver Whitecaps  | Stany Zjednoczone | USL First Division | 30    | 8      |
| 2009/10 | West Bromwich Albion | Anglia            | Championship       | 0     | 0      |
| 2009/10 | Exeter City          | Anglia            | League One         | 5     | 0      |
| 2010    | Vancouver Whitecaps  | Stany Zjednoczone | USSF Division 2    | 11    | 1      |
| 2010/11 | St. Johnstone        | Szkocja           | Premier League     | 11    | 1      |
| 2011/12 | St. Johnstone        | Szkocja           | Premier League     | 31    | 2      |
| 2012/13 | Stevenage            | Anglia            | League One         | 8     | 0      |
| 2013/14 | Stevenage            | Anglia            | League One         |       |        |

## Kariera reprezentacyjna
W swojej karierze Haber grał młodzieżowych reprezentacjach Kanady. W 2007 roku wystąpił z kadrą U-20 na Mistrzostwach Świata U-20.
W seniorskiej reprezentacji Kanady zadebiutował 8 października 2010 na stadionie Dynamo (Kijów, Ukraina) w zremisowanym 2:2 towarzyskim meczu z Ukrainą. W 2013 roku został powołany do kadry na Złoty Puchar CONCACAF 2013.